# 迪伦·肯内特
迪伦·肯内特（英語：Dylan Kennett，1994年12月8日—）是一名新西兰男子职业自行车运动员，2018年开始为UCI洲际队圣乔治洲际自行车队效力。他曾在2015年世界自行车场地锦标赛在团体追逐赛赢得金牌。一年后他参加2016年里约奥运会，在男子团体追逐赛铜牌赛上不敌丹麦队获得第四名。